# Hideyuki Ōhashi
Hideyuki Ōhashi (jap. 大橋秀行 Ōhashi Hideyuki; ur. 8 marca 1965 roku w Jokohamie) – japoński bokser, były mistrz świata WBC oraz WBA w kategorii słomkowej.

## Kariera zawodowa
Ōhashi został zawodowcem w 1985 r. pokonując 12 lutego przez nokaut w 1. rundzie Masakatsu Aikatę. 14 grudnia 1986 r. Ōhashi zmierzył się z reprezentantem Korei Changiem Jung-koo w walce o mistrzostwo świata WBC w wadze junior muszej. Japończyk przegrał ten pojedynek przez techniczny nokaut w 5. rundzie.
Po porażce w kategorii junior muszej Ōhashi zmienił kategorię na słomkową. 7 lutego 1990 r. zmierzył się z Choi Jum-hwanem w walce o mistrzostwo świata WBC. Japończyk wygrał przez nokaut w 9. starciu, gdy Koreańczyk Choi nie zdołał powstać po nokdaunie. 8 czerwca 1990 r., Japończyk obronił tytuł, zwyciężając jednogłośnie na punkty Taja Napę Kiatwanchaia. Ōhashi utracił tytuł 25 października 1990 r. przegrywając przez techniczny nokaut w 5. rundzie z niepokonanym Ricardo Lópezem.
14 października 1992 r. Ōhashi otrzymał trzecią szansę walki o mistrzostwo świata. Rywalem Japończyka był niepokonany Choi Hi-yong, posiadacz pasa WBA w kategorii słomkowej. Na japońskim ringu jednogłośnie na punkty zwyciężył Ōhashi, zdobywając drugi pas w zawodowej karierze. Tytuł utracił 10 lutego 1993 r., przegrywając z Tajem Chaną Porapoinem. Była to ostatnia walka Japończyka.